# Ramiro II. (León)

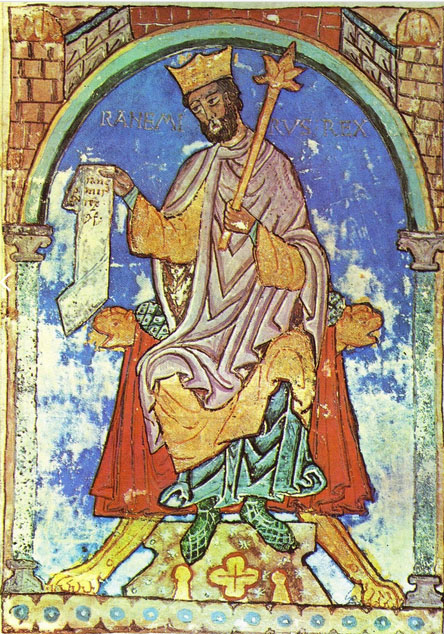
Ramiro II. von León, Miniatur (ca. 10. Jahrhundert)

Ramiro II. der Große (el Grande) (* um 900; † 951) war Sohn des Königs Ordoño II. von León. Er war König von León von 931 bis zu seinem Tod.
Zuerst war er nur Herrscher eines kleinen Teils von Asturien. 931 erhielt er nach der Abdankung seines Bruders Alfons IV. von León die Krone von León und mit ihr Galicien.
Ramiro schloss ein Bündnis mit dem Königreich Navarra und der Krone Aragonien, welches die Muslime in der Schlacht von Simancas (939) schlug. Dieser Sieg ermöglichte es, die Grenze des Reichs León vom Fluss Douro bis zum Fluss Tormes zu verschieben.
Im letzten Jahr seiner Regierung konnte er die Unabhängigkeit des Königreichs Kastilien unter Führung von Fernán González nicht verhindern. Bis zu seinem Tod bekämpfte er die Mauren; noch 950 unternahm er einen Angriff ins Tal des Tajo und besiegte die Muslime bei Talavera de la Reina.